# Ponto de gota
Ponto de gota ou ponto de gotejamento é uma propriedade qualitativa que apresenta a temperatura na qual uma graxa lubrificante, ou qualquer substância de alta viscosidade, passa do estado sólido ou semi- sólido (altamente viscoso) ao líqüido, sob condições determinadas de pressão e movimento, por exemplo. Em outras palavras é uma medida da resistência de calor de uma graxa.
Na prática, nunca é adequado nem seguro usar uma graxa em um ambiente ou atividade cuja temperatura normal de trabalho seja próxima do seu ponto de gota. A temperatura adequada para o uso da graxa é sempre inferior ao ponto de gota.
O ponto de gota é usado em combinação com outras propriedades baseadas em teste visando determinar a adequação das graxas para aplicações específicas. O ponto de gota é aplicável às graxas que contêm espessantes de sabões. As graxas com outros espessantes, tais como muitas graxas sintéticas, não exibirão uma mudança de estado. Por outro lado, separam o óleo lubrificante que contém e a propriedade do ponto de gota não se aplica.

## Método de determinação
O teste do ponto de gota é definido nos padrões ASTM D-566 e D-2265. O instrumento do teste consiste em um copo da graxa com um furo pequeno no fundo, tubo de teste, dois termômetros, um recipiente, agitador do dispositivo e um aquecedor elétrico. As superfícies interiores do copo da graxa são revestidas com a graxa a ser testada. Um termômetro é introduzido no copo e prendido no lugar de modo que o termômetro não toque na graxa. Este conjunto é colocado dentro de um tubo de teste. O tubo de teste é abaixado no recipiente que é enchido com o óleo. Um outro termômetro é introduzido no óleo. Para executar um teste, o óleo é aquecido, e, ao ser agitado, em uma taxa de 8 a 12°F (aproximadamente 7 a 11°C) por minuto até a temperatura de aproximadamente 30°F (aproximadamente 27°C) abaixo do ponto de gota previsto. O calor é reduzido até que a temperatura do tubo de teste esteja 4°F (aproximadamente 3,5 °C) ou menos do que a temperatura do óleo. O ponto de gota está a uma temperatura apontada no termômetro do tubo de teste quando uma gota da graxa cai através do furo no copo da graxa. Se a gota passar uma linha, a temperatura de gota está a uma temperatura em que a linha é ultrapassada.

## Em outras substâncias
A conceituação do ponto de gota é aplicável em substãncias e produtos formulados nos quais não pode ser definido o ponto de fusão, e nos quais a questão de aumento da fluidez (ou diminuição significativa da viscosidade) torna-se importante, como pomadas, resinas sintéticas e naturais, gordura comestíveis, parafinas, polímeros gordurosos, betume. Tais produtos tornam-se menos viscosos com o aumento da temperatura e gradualmente se tornam líquidos em uma extensa mas indeterminada faixa de temperatura. Um dos métodos avaliados para caracterização térmica dessas substâncias técnicas é a determinação do ponto de gota ou amolecimento. A determinação do ponto de gota ou amolecimento se dá, exatamente pelo mesmo método apresentado para as graxas.